# Veilhes
Veilhes är en kommun i departementet Tarn i regionen Occitanien i södra Frankrike. Kommunen ligger i kantonen Lavaur som tillhör arrondissementet Castres. År 2022 hade Veilhes 145 invånare.

## Befolkningsutveckling
Antalet invånare i kommunen Veilhes
| Referens: INSEE |